# Liste des comtes de Tonnerre
Pour les articles homonymes, voir Tonnerre (homonymie).
Voici la liste des comtes qui se succédèrent à la tête de la ville de Tonnerre (Yonne) et de son comté.

## Premiers comtes bénéficiaires amovibles
La généalogie des premiers comtes de Tonnerre fait l'objet de nombreuses publications, parfois contradictoires, aux XIXe – XXe siècle. Celle retenue est issue des travaux d'Ernest Petit, publiés en 1888 et qui ne semble pas avoir fait l'objet de contestations depuis. La première famille comtale attestée, la dynastie des Milonides, pourrait être issue de Girart de Roussillon, comte de Paris, puis comte de Vienne au IXe siècle. On trouve cependant quelques noms précédant cette période.

### VIIIe–Xesiècle
| Règne            | Nom                          | Notes |
| ---------------- | ---------------------------- | --- |
| v. VIIIe siècle  | Guerri/Géry/Géric († v. 708) | Se retire à Saint-Pierre-le-Vif, laissant son comté à Ebbon, son neveu. Il semble monter sur le trône épiscopal de Sens,                               |
| av. 708 - v. 711 | Ebbon († apr. 750)           | succède à Guerri, son oncle. Il semble également abandonner le comté pour succéder à Guerri/Géry sur le trône de Sens. Il termine sa vie comme ermite, |
| 814 - 954        | évêques de Langres           | Donation du château de Tonnerre par Louis le Débonnaire à Belto, en 814, Confirmation de la possession des castra de Dijon et de Tonnerre, en 889.     |

## Comtes héréditaires

### Milonides
| Hypothèse Chaume (1925)                                                                                                | Hypothèse Petit (1888) | Synthèse Dugenne (2000) |
| --- | --- | --- |
| Milles Ier fils de Mille II, comte de Langres (c. 860). ∞ Atila                                                        | Milon Ier (vivant en 975-985), comte (c. 954-980/7) comes pagi Tornodorensis neveu d'Achard, évêque de Langres (948-970) ∞ Ingeltrude de Brienne, fille d'Engelbert II de Brienne.                        | Miles Ier (vivant 880-894) fils de Mille II, comte de Langres (c. 860). ∞ Atila |
| Nom inconnu (Mille II ?)                                                                                               | Guy/Gui Ier, comte (c. 987-992) fils du précédent. | Miles II (?) fils du précédent. |
| Gui Ier, comte (c. 930-970) ∞ Adèle, fille d'Aubri.                                                                    | Milon II († v. 998), comte (c. 992-998) fils du précédent. ∞ Ermengarde († c. 1018), fille de Rainard de de Bar(-sur-seine) († c. 997),, cinq fils dont Rainard/Raynard, Gui II et Milon III qui suivent. | Miles III ou Milon (vivant 975-985) fils du précédent. Engeltru/Ingeltrudis de Montreuil (près de Brienne). |
| Mille III, comte (c. 975-985) fils du précédent. ∞ Engeltru de Brienne.                                                | Herbert III de Vermandois († v. 1002), comte de Bar(-sur-seine) et de Tonnerre (998-1002) époux d'Ermengarde.                                                                                             | Miles IV († v. 1000) fils du précédent. ∞ Ermengarde de Bar(-sur-seine), remariée à Herbert III de Vermandois |
| Mille IV, comte (c. 985-1000) fils du précédent. ∞ Ermengarde de Bar(-sur-seine), remariée à Herbert III de Vermandois | Rainard/Raynard, comte (c. 1002-?) fils de Milon II. ∞ Helvis | Renaud Ier ou Rainart (vivant 1009-1040), comte fils du précédent ∞ Helvis/ Hervise/Ervide de Vermandois (ou de Bar, ou de Breteuil), probablement fille de Gilduin de Breteuil                                                                                         |
| Renard, comte (c. 1002-1039)                                                                                           | Gui II, comte (c. 1039) frère du précédent. | Miles V († v. 1046/68), comte ∞ Azeko (Azeka) de Bar (ou de Breteuil), peut être sœur d'Helvis Mathieu (1994, 1999) considère que Renaud Ier et Miles V ne sont qu'une seule et même personne. Il ajoute que le prénom Azeko serait une forme hypocoristique d'Helvis., |
| Gui II, comte (c. 1040) frère du précédent.                                                                            | Milon II, comte (c. 1040-1046) frère du précédent. | Hugues-Renaud, comte de Tonnerre et de Bar, évêque de Langres (1065-1085) fils du précédent. |

Le dernier comte de la lignée, Hugues-Renaud, étant entré dans les ordres, partage les comtés de Bar et de Tonnerre respectivement entre sa sœur, Eustachie, et sa cousine Ermengarde,. Cette dernière épouse Guillaume Ier de Nevers, dont la famille hérite du titre et de la terre de Tonnerre,.

### Maison de Nevers
À la suite de ce mariage, le comté de Tonnerre passe à la maison de Nevers,.
| Règne        | Nom                                                                                       | Notes |
| ------------ | ----------------------------------------------------------------------------------------- | --- |
| v. 1045-1100 | Guillaume Ier (1029-v.1100)                                                               | comte d'Auxerre et de Nevers. ∞ Ermengarde de Tonnerre, fille du comte de Tonnerre, Rainard/Renaud Ier, héritière de Tonnerre par son cousin, Hugues-Renaud de Bar.                                                                                 |
| v. 1100      | Guillaume II                                                                              | fils du précédent, associé pour la gestion du comté avec son père, à la mort de son frère Renaud II Sans postérité. |
| 1100-1147/48 | Guillaume II, dit III († v. 1147/48)                                                      | comte d'Auxerre et de Nevers, neveu du précédent, fils de Renaud II de Nevers. ∞ Alix/Adélaïde. Lègue Auxerre et Nevers à son aîné, Guillaume II, dit IV, et Tonnere à son cadet, Rainard/Renaud II. Ce dernier meurt lors de la croisade, en 1048. |
| 1148-1161    | Guillaume III, dit IV                                                                     | comte d'Auxerre et de Nevers, fils aîné du précédent. ∞ Ide/Ida de Sponheim (de Carinthie), fille d'Ide de Sponheim, duc de Carinthie, et belle-sœur de Thibaut II de Champagne.                                                                    |
| 1161-1168    | Guillaume IV, dit V († 1168)                                                              | comte d'Auxerre et de Nevers, fils du précédent. Associé à la gestion dès 1149 (?). Mort en croisade en 1168. ∞ Eléonore de Vermandois. Sans postérité.                                                                                             |
| 1168-1175    | Gui III (1149-1175)                                                                       | comte d'Auxerre et de Nevers, frère du précédent. ∞ (1170) Mathilde/Mahaut de Bourgogne (1150-1192). |
| 1175-1181    | Mathilde/Mahaut de Bourgogne, régente au nom de son fils, Guillaume V, dit VI (1168-1181) | Régence. |

### Comtesses de transition
| Règne                  | Nom                                                       | Notes |
| ---------------------- | --------------------------------------------------------- | --- |
| 1181-1192              | Agnès Ire († 1192)                                        | comtesse d'Auxerre et de Nevers, fille de la précédente. ∞ (1184) Pierre II de Courtenay, sur ordre du roi de France. |
| 1192-1257              | Mathilde Ire de Courtenay (1188-1257)                     | comtesse de Nevers et d'Auxerre, fille des précédents. ∞ (1, 1199) Hervé IV de Donzy ∞ (2, 1226) Guigues, comte de Forez. Agnès II de Nevers, dite de Donzy († 1226), fille et héritière de Mathilde, mariée (1221) à Guy de Châtillon, comte de Saint-Pol, mais morte avant sa mère. Yolande de Châtillon († 1257), fille de la précédente, mariée à Archambaud IX († 1246), seigneur de Bourbon, morte avant sa grand-mère. |
| 1257-1262              | Mathilde II de Bourbon, dite Mahaut de Dampierre († 1262) | dame de Bourbon, comtesse de Nevers et d'Auxerre, arrière-petite-fille de Mathilde de Courtenay. ∞ Eudes de Bourgogne († 1266). |
| 1262-1273 : indivision | Yolande, Marguerite Ire et Alix                           | filles des précédents Gouvernement en indivision entre les trois sœurs. En 1273, un partage intervient attribuant Nevers à Yolande, Tonnerre à Marguerite et Auxerre à Alix. |
| 1273-1308              | Marguerite Ire de Bourgogne-Tonnerre (1249 † 1308)        | comtesse de Tonnerre. ∞ (1268) Charles Ier, comte d'Anjou et de Provence, roi de Sicile. Sans postérité. Le titre passe à la descendance de sa sœur Alix († 1279), qui a épousé (1268) Jean Ier de Chalon |

### Maison de Chalon
La comtesse Marguerite de Bourgogne-Tonnerre effectue un partage de ses biens en 1292, avant d'entame sa « retraite », entre ses neveux, notamment Guillaume, fils d'Alix de Bourgogne-Auxerre († 1279) et Jean Ier de Chalon († 1309), qui reçoit plusieurs terres dont le comté de Tonnerre et ses dépendances,. La comtesse gardera cependant un certain contrôle sur son comté.

Le comté entre désormais, pour un siècle et demi, dans le domaine de la maison de Chalon, qui venait d'obtenir le comté d'Auxerre,.
| Règne                                           | Nom                                        | Notes |
| ----------------------------------------------- | ------------------------------------------ | --- |
| 1292 — 1304                                     | Guillaume VII de Chalon († 1304)           | comte d'Auxerre (1279-1304), neveu de Marguerite de Bourgogne-Tonnerre, qui garde cependant certains droits sur le comté. ∞ (v. 1292) Éléonore (it), fille du comte Amédée V de Savoie, régente des biens hérités par ses enfants. Remarié avec Dreux VI de Mello, ce dernier n'a que la garde du comté. Selon Fromageot (1973), l'héritier direct est Jean Ier de Chalon qui conserve le comté jusqu'à sa mort en 1309. |
| v. 1309 — 1314 (majorité) 1314 — 1335 — 1361/62 | Jean II de Chalon (1292 † 1361/62)         | prête serment alors qu'il est encore mineur, n'obtenant que la garde de Tonnerre et non le titre, qu'il n'obtient qu'à sa majorité, cède une partie des droits à sa sœur en 1335. ∞ (1 ?, 1315) Marie de Genève († v. 1316), fille du comte Amédée II de Genève. ∞ (2, 1317) Alix de Montbéliard († v. 1362), fille de Renaud de Bourgogne, et cousine de Jean II.                                                       |
| 1335 — 1356 —                                   | Jeanne Ire de Chalon († v. 1360)           | droits en partie cédés par son frère. ∞ (1321) Robert († 1334), fils du duc Robert II de Bourgogne. Sans postérité Par testament (1360), elle lègue Tonnerre à son frère. |
| 1361/62 — 1379                                  | Jean III de Chalon (v. 1318 † 1379)        | comte d'Auxerre (1361-1371), fils de Jean II et d'Alix de Montbéliard. Dès 1361, son fils est administrateur du comté. ∞ (1333/36) Marie Crespin du Bec, dont Jean IV († 1370) et Louis Ier (qui suit) |
| 1361 — 1379 (administrateur) 1379 — 1396        | Louis Ier de Chalon-Tonnerre (1339 † 1396) | fils cadet du précédent, dit chevalier vert. ∞ (1) Marie de Parthenay ∞ (2) Jeanne de la Baume. Sans postérité |
| 1396 — 1424                                     | Louis II de Chalon-Tonnerre (1380 † 1424)  | fils du précédent. Dépossédé de son comté au profit du duc de Bourgogne, Jean sans Peur. ∞ (1402) Marie, fille de Guy de la Trémoille, comte de Guînes, et de Marie de Sully. Sans postérité ses sœurs héritent, mais se disputent le titre. |
| 1424 — 1440 (en partie)                         | Jeanne II de Chalon-Tonnerre († 1451)      | sœur du précédent, elle et son époux entrent en compétition avec Louis II et Marguerite pour l'héritage de leur père, Louis I. Elle obtient une partie du comté qu'elle cède, en 1440, à Louis II de Chalon-Arlay, prince d'Orange. ∞ Jean de la Baume, seigneur de Valfin. |
| 1424 (en partie) 1440 — 1463 (pleinement)       | Marguerite II de Chalon-Tonnerre († 1463)  | sœur de la précédente, dame de Saint-Aignan, hérite en partie du comté de Tonnerre, puis en 1440 investie du titre, « administrant sa terre en qualité de douairière ». ∞ (1409) Olivier de Husson. |

### Maison de Husson
1463-1476 : Jean IV de Husson (1405 † 1476), fils de la précédente
marié à Jeanne Sanglier
1476-1492 : Charles de Husson († 1492), fils du précédent
marié à Antoinette de la Trémoille fille de Louis lui-même fils de Georges
1492-1508 : Louis III de Husson (né vers 1474 † 1508), fils du précédent
marié à Françoise, fille de Louis II de Rohan-Guéméné (née vers 1470)
1508-1524 : Claude de Husson († 1524), frère du précédent;
réputé par ailleurs mourir à Pavie en 1525 ?
marié à ?
1524-1537 : Louis IV de Husson († 1537), fils de Louis III ;
évêque de Poitiers relevé de sa fonction en 1531 par bulle papale
marié à ?
deux enfants qui meurent en bas âge avant leur père cette même année 1537
1537-1540 : Anne de Husson (1475 † 1540), tante du précédent, fille de Charles de Husson
mariée à Bernardin de Clermont, vicomte de Tallart

### Maison de Clermont-Tonnerre
1540-1592 : Louise de Clermont (1496 † 1592), fille des précédents
mariée à François du Bellay († 1553), puis à Antoine de Crussol, duc d'Uzès († 1573)
1592-1640 : Charles-Henri de Clermont-Tonnerre (1572 † 1640), petit-neveu de la précédente, fils d'Henri-Antoine de Clermont-Tonnerre et de Diane de La Marck (petite-fille de Diane de Poitiers et Louis de Brézé, petit-fils de Charles VII). Henri-Antoine de Clermont était le fils d'Antoine III de Clermont (fils de Bernardin de Clermont et d'Anne de Husson) et de Françoise de Poitiers-St-Vallier (sœur de Diane de Poitiers)
mariée à Catherine-Marie d'Escoubleau
1640-1679 : François de Clermont-Tonnerre (1601 † 1679), fils du précédent
marié à Marie Vignier de Saint-Liébaut
1679-1682 : Jacques de Clermont-Tonnerre († 1682), fils du précédent
marié à Françoise Fohetal de Pressin
1683-1684 : François-Joseph de Clermont-Tonnerre, fils du précédent
marié à Marie Hannivel
Ruiné, il vend Tonnerre à Louvois en 1684.

### Famille Le Tellier
1684-1691 : François-Michel Le Tellier (1641 † 1691), marquis de Louvois
marié à Anne de Souvré, marquise de Courtanvaux
1691-1721 : Michel-François Le Tellier (1663 † 1721), comte de Courtanvaux et de Tonnerre, fils du précédent
marié à Marie d'Estrées (1663 † 1741)
1721-1781 : François-César Le Tellier (1718 † 1781), comte de Courtanvaux et de Tonnerre, petit-fils du précédent, fils de François Le Tellier (1693 † 1719) et d'Anne-Louise de Noailles (1695 † 1773)
marié à Louise-Antonine, fille de François-Armand de Gontaut-Biron (1718† 1737)
 
Sans fils survivant, Tonnerre revint à un cousin, descendant de François-Michel Le Tellier et d'Anne de Souvré, parents de :
- Louis-Nicolas Le Tellier, marquis de Souvré (1667-1725), marié à Catherine de Feuquières et père de :
- François-Louis Le Tellier, marquis de Souvré et de Louvois (1704-1761), marié à Félicité de Sailly et père de :
- Louis-Sophie Le Tellier, marquis de Souvré et de Louvois (1740-1785)

1781-1785 : Louis-Sophie Le Tellier (1740 † 1785), marquis de Souvré et de Louvois, comte de Tonnerre
marié avec Marie Jeanne de Bombelles (1750 † 1822), dont :
1785-1789 : Auguste Michel Le Tellier (1783 † 1844), marquis de Louvois et de Souvré, dernier comte de Tonnerre.
marié en 1804 avec Athénaïs Grimaldi de Monaco (1786 † 1860), fille de Joseph Grimaldi de Monaco et de Marie-Thérèse de Choiseul, petite-fille d'Honoré III Grimaldi, prince de Monaco. Sans postérité.